# Villa Zelo
Die Villa Zelo ist ein Landhaus aus dem 18. Jahrhundert in Portici in der italienischen Region Kampanien. Sie liegt an der Via dell’Addolorata, 35 und ist eine der 122 Villen des Miglio d’oro.

## Geschichte
Das Grundstück mit einigen landwirtschaftlichen Gebäuden aus dem 17. Jahrhundert wurde in der ersten Hälfte des 18. Jahrhunderts gekauft. Die Villa ließ Don Giuseppe Siniscalco (1680–1751), Baumeister der Stadt Neapel, 1740 errichten. Das Casa palaziata bestand aus einem Mittelbau und Gebäudeflügeln an dessen Enden, die auf ein Stockwerk begrenzt waren, über denen nach Osten, in Richtung der Hänge des Vesuv, und nach Westen, zum Meer hin, vorspringende Terrassen lagen. Diese Gestaltung aufgrund eines stereometrischen Planentwurfs wird dem Architekten Maurizio (Muzio) Nauclerio (ca. 1679–1747), dem Bruder des bekannteren Giovan Battista Nauclerio, zugeschrieben. Die Palastkapelle der weltlichen Herrschaft, die durch eine Stiftung von 1741 der Jungfrau der sieben Schmerzen geweiht war, diente bis 1835 als Filialkirche der weit entfernten Pfarrei Portici, dann wurde eine neue Kirche in der Nähe gebaut, um auf die veränderten und wachsenden Bedürfnisse der Gläubigen zu reagieren. Das Landhaus liegt im Zentrum eines weitläufigen Komplexes, bestehend aus einem Lustgarten, flankiert von zwei kleineren Häusern, die „di sopra“ (dt.: oberes [Haus]) und „di sotto“ (dt.: unteres [Haus]) genannt wurden, und dahinter einem Bauernhof mit 40 Hektar, der im 20. Jahrhundert für den Anbau von Zitrusfrüchten genutzt wurde. Seinen heutigen Namen erhielt das Haus durch den Baron Don Giuseppe Zelo (1772–1859), Controloro Generale dei reali dominii al di quà del faro (dt.: Kontrolleur der königlichen Domänen auf dieser Seite des Leuchtturms), der es 1825 kaufte und in den Jahren 1826–1834 dort Arbeiten durchführen ließ, aber, ohne das allgemeine Aussehen des Anwesens zu verändern. Der Bau des zweiten Stockwerks und Umgestaltung der Fassade im klassizistischen Stil wurden in der ersten Hälfte des 19. Jahrhunderts im Rahmen eines Projektes durchgeführt, das dem Architekten Tommaso Benevento (1808–18??) auf Initiative des Barons Gennaro Zelo (1805–1893), Stadtrat und Rechtsanwalt, sowie Freimaurer im Grande Oriente d’Italia in brüderlicher Beziehung zu Antonio Ranieri und in freundschaftlicher zu Giacomo Leopardi, zugeschrieben wird.
Die gerade Treppe im Stile Vanvitellis mit Korbbogenkuppelgewölbe ist mit Dekorationen aus Grotesken im Temperastil bereichert, die Camillo Guerra (1797–1874) zugeschrieben werden, der in diesen Jahren auch in der Kathedrale San Paolo in Aversa mit Arbeiten beschäftigt war, die Monsignore Domenico Zelo (1803–1885), der ab 1855 Bischof dieser Diözese war, in Auftrag gegeben hatte. Zu den illustren Gästen, die dort geweilt haben, zählen Gaetano Grossatesta (ca. 1700–ca. 1775), Ballmeister und Choreograf des Real Teatro San Carlo, Monsignore Carlo Maria Rossini (1748–1836), Philologe und katholischer Bischof sowie Mitglied der Accademia Ercolanense, Don Francesco Marino (III) Carcciolo di Avellino (1734–1784), Herzog von Atripalda und Großkanzler des Königreichs Neapel, Don Guglielmo Moncada (1696–1766), Herzog von Calvaruso, Brigadegeneral und Erster Majordomus im Amte des Königs von Neapel und Sizilien, der Patriot und Schriftsteller Antonio Ranieri (1806–1888), Senator des Königreiches, und der Dichter Giacomo Leopardi (1798–1837). Papst Pius IX. besuchte die Villa am 30. Januar 1850 in privater Mission während seines Exils in Neapel. Eine marmorne Inschrift im ersten Obergeschoss erinnert an dieses Ereignis.

## Beschreibung
Der Palast aus dem 18. Jahrhundert hatte zwei Stockwerke und erhöhte Räume an den Ecken, flankiert von ebenerdigen Flügeln mit Terrassen. Die barocke Fassade mit sieben Jochen zeigte ein steinernes Eingangsportal mit einem Balkon darüber.
Bei der Überarbeitung im 19. Jahrhundert wurde die Fassade in klassizistischem Stil verändert, ein Stockwerk aufgesetzt und Zugänge mit Rundbögen von der Straße aus geschaffen. Das steinerne Eingangsportal wurde mit Stuck in klassizistischem Stil verkleidet und das Wappen der Familie Zelo darüber angebracht.
Das Tor, das den Zugang zur Kapelle vermittelt, behielt sein originales Aussehen aus dem 18. Jahrhundert.
Aus dem Atrium gelangt man in einen überdachten Innenhof, der durch eine halbrunde Exedra abgeschlossen wird; von dort aus gelangt man in die Diensträume und in den Garten. Eine Treppe mit einem mit Grotesken in Tempera dekorierten Gewölbe vermittelt den Zugang zum ersten Obergeschoss. Die Räume dieses Obergeschosses mit Gewölbedecken enthalten Temperaverzierungen des Malers Camillo Guerra.